# Picoides arcticus

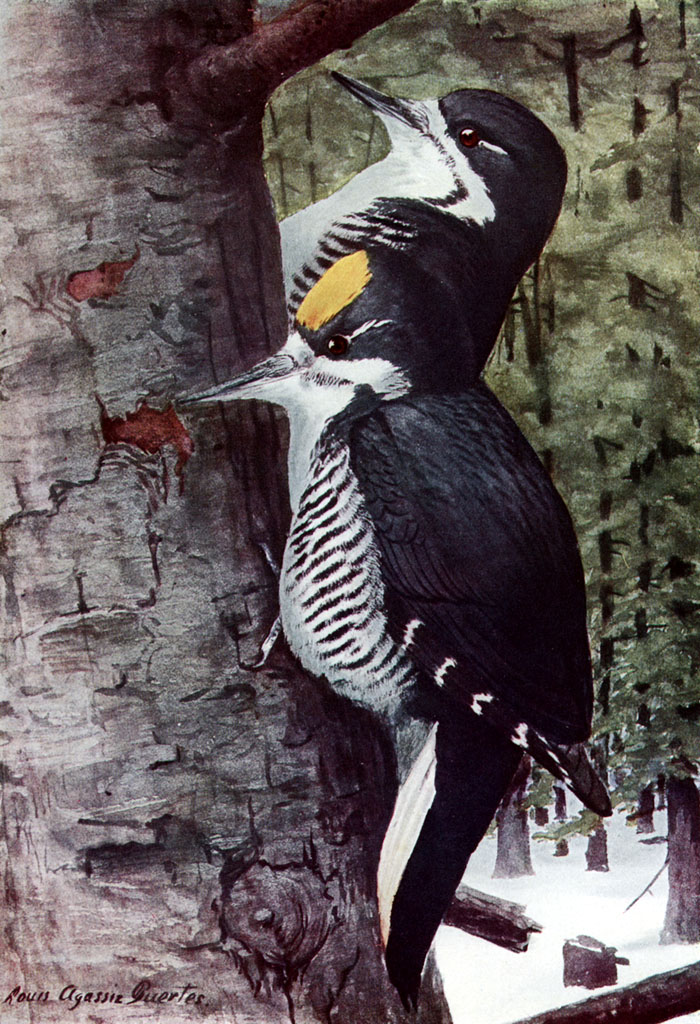
Picoides arcticus

Picoides arcticus (Ciocănitoarea cu spatele negru, sau Ciocănitoarea neagră americană) este o ciocănitoare de talie mijlocie care face parte din familia Picoides subfamilia Picinae. Asemănător speciilor de ciocăntori înrudite Picoides dorsalis și Picoides tridactylus degetul posterior de la picior  s-a atrofiat. Ciocănitoarea cu spatele negru provine din America de Nord unde trăiește într-o regiune ca un cordon lat care se întinde de la coasta Pacificului până la cea a Atlanticului. Cu toate că nu a fost semnalată în alte regiuni din lume nu este specie periclitată.

## Aspecte morfologice
Masculul are lungimea corpului de până la 25 cm. și atinge o greutate de 70 g. Avengura aripilor este de peste 40 cm, femelele sunt aproape la fel de mari ca masculii. Partea dorsală ca și capul are penajul de culoare complet neagră. Partea ventrală a păsării este albă, pe flancuri alb dungat cu negru. De la baza ciocului spre gât are o dungă îngustă albă, această dungă albă se poate vedea la unele exemplare și în jurul ochilor. Irisul este de culoare cenușie închisă, ciocul, picioarele sunt de culoare cenușie închisă. Zborul lor este tipic ciocănitorilor un zbor în bolte. Nu există un dimorfism sexual accentuat, femelele fiind aproape la fel ca mascululii. 

## Aria de răspândire
Ciocănitoarea cu spatele negru este răspândit în America de Nord, el putând fi întâlnit în nord din Alaska până în Terranova, iar în sud din centrul statului California, nordul statelor Wyoming și Wisconsin, ca și statele [Dakota de Sud]], New York și Maine. În regiunea centrală a munților Rocky Mountains n-a fost semnalată prezența lor. Ciocănitoarea preferă regiunile submontane și montane cu altitudinea de până la maximum 3000 de m, zonele unde mai cresc arbori. În estul Americii de Nord ajunge să fie răspândită până în regiunile de coastă. În ierni grele cu hrană puțină ele se pot găsi în parcuri.

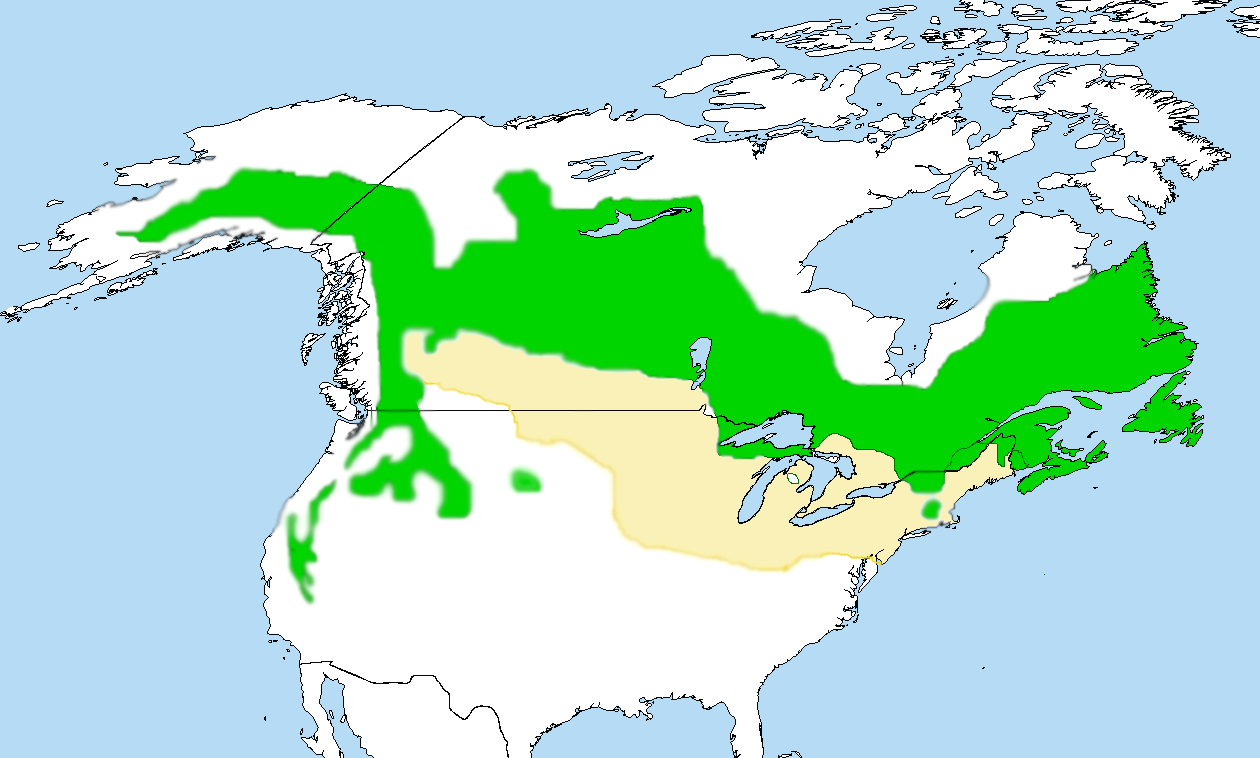
Arealul de răspândire al păsării

## Mod de viață
Ciocănitoarea este numai ziua activă, când caută hrana, scobind în lemn. După un incendiu de pădure sunt primele păsări care apar în pădurea arsă.
Ele se hrănesc cu gândacii de lemn (Monochamus scutellatus, Buprestidae, Dendroctonus ponderosae), furnici și larvele acestora, păianjeni, păduchi de plante, fluturi. Hrană vegetală, fructe sau semințe, consumă mai puțin cantitatea ei fiind de numai în procent 10 %. Față de alte specii de ciocănitori, au o comportare agresivă. Maturitatea sexuală păsările o ating la vârsta de un an. Cuibul este așezat în găuri în trunchiul copacilor, pe care îl fac scobind cu ciocul. Perioada clocitului are loc în a doua jumătate a lunii aprilie, femela depun în cuib 2−6 ouă albe, cu o mărime de 21,3x19 mm. Perioada clocitului până la eclozarea puilor este apreciată la 12−14 zile, pui după 24 de zile vor zbura din cuib și caută hrană împreună cu părinții.

## Literatură
- Rita D.Dixon, Victoria A. Saab (2000): Black-backed Woodpecker (Picoides arcticus). In: The Birds of North America Online (A. Poole, Ed.). Ithaca: Cornell Lab of Ornithology species/509.
- Jonathan G. Dudley: Home Range Size and Foraging Habitat of Black-Backed Woodpeckers Diplomarbeit 2005 - Boise State University Text engl.
- Robert D. Stark: An Analysis of Eastern Nearctic Woodpecker Drums. Diss. 2002 Ohio State University Text engl[nefuncțională]
- Amy C. Weibel, William S. Moore: Molecular Phylogeny of a Cosmopolitan Group of Woodpeckers (Genus Picoides) Based on COI and cyt b Mitochondrial Gene Sequences. In: Molecular Phylogenetics and Evolution, Vol. 22, No. 1, January, pp. 65–75, 2002. Artikel pdf engl. Arhivat în 13 iulie 2010, la Wayback Machine.
- Hans Winkler, David Christie , David Nurney: Woodpeckers. A Guide to Woodpeckers, Piculets and Wrynecks of the World. Pica Press, Robertsbridge 1995, ISBN 0-395-72043-5